# Polymer-Holding
Die Polymer-Gruppe ist eine Unternehmensgruppe in der chemischen Industrie mit Sitz in Bad Sobernheim, Rheinland-Pfalz. Die zugehörigen Gesellschaften betreiben hauptsächlich Compoundierung, die Veredelung von Kunststoffen. Muttergesellschaft ist die Polymer-Holding GmbH.

## Geschichte

### 1973–2001
Gegründet wurde die Polymer-Chemie GmbH am 14. August 1973 von Günter Hauf. Das Unternehmen stellte PVC-Pasten her, welche in der Automobilindustrie als Unterbodenschutz eingesetzt wurden. Weitere Produktionswerke entstanden 1983, 1895, 1990 und 1991 ebenfalls in Bad Sobernheim.
1983 begann das Unternehmen mit der Produktion und Vermarktung von Polyolefin-Schäumen (PE-Schäume) und 1986 kamen Polyolefin-Compounds hinzu. In den 1990er Jahren wuchs das Unternehmen insbesondere mit PE-Kreide-Compounds für Hygieneanwendungen und mit PP-Recycling-Aktivitäten für die Automobilindustrie weiter. Des Weiteren wurde mit Geschäftsaktivitäten zur Weiterverarbeitung von Kunststoffen begonnen, darunter die Herstellung von Kunststoffschäumen für den Baubereich und von Pressteilen für die Automobilindustrie.

### 2001–2011
Gerald Hauf, der Sohn von Günter Hauf, übernahm 2001 die Geschäftsführung von seinem Vater und ist seither geschäftsführender Gesellschafter des Unternehmens.
Die Aktivitäten zur Weiterverarbeitung von Kunststoffen wurden in den Jahren 2001 und 2002 aus der Polymer-Chemie GmbH in die ehemalige Polymer-Tec GmbH ausgegliedert. Die Polymer-Chemie GmbH betreibt seither ausschließlich die Kunststoffcompoundierung. 2004 gliederte die Polymer-Chemie die Aktivitäten zum Recycling von PP in eine eigenständige Tochtergesellschaft aus, die TechnoCompound GmbH.
Im Zuge der Wirtschaftskrise entschieden sich die Gesellschafter im Jahr 2009, die Aktivitäten der Schaumherstellung an die schweizerische Sekisui Alveo zu verkaufen. Ein Jahr später wurde zudem die Herstellung von Pressteilen bei Polymer-Tec eingestellt.
Ab dem Jahr 2009 bestand die Polymer-Gruppe aus den vier Gesellschaften Polymer-Chemie GmbH, Polyblend GmbH und TechnoCompound GmbH sowie der Sun Alloys Europe GmbH, einem Joint Venture mit der Mitsui Chemicals Inc. Im selben Jahr wurde in Bad Sobernheim ein neues Logistikzentrum in Betrieb genommen. Ein weiteres Produktionswerk wurde 2008 für das zuvor gegründete Unternehmen OOO Polymer-Chemie Rus in Tula, Russland errichtet. Zwei Jahre später begann die Produktion für den russischen Markt. Im Jahr 2010 folgte die Gründung der PolyMIM GmbH.

### Seit 2011
Im Jahr 2014 wurde die zur Polymer-Gruppe zugehörige Tochtergesellschaft Polyblend GmbH in ein Joint Venture mit Total Raffinage Chemie, einem französischen Öl- und Chemiekonzern überführt. Ab 2015 erlebte die Unternehmensgruppe einen wirtschaftlichen Aufwärtstrend. Es wurde ein Produktionsvolumen mit dem damaligen Rekordwert von 190.000 Tonnen Kunststoff-Compounds erreicht.
Die Polymer-Holding GmbH wurde 2015 als Muttergesellschaft der Polymer-Gruppe etabliert. In diesem Zusammenhang wurde die Polymer-Chemie GmbH unter Beibehaltung des Firmennamens zur eigenständigen Tochtergesellschaft.
Im Jahr 2016 gehörten die sechs Produktionsgesellschaften Polymer-Chemie, Polymer-Chemie Rus, Polyblend, Sun Alloys Europe, TechnoCompound und PolyMIM zur Polymer-Gruppe.
2019 wurde eine weitere Tochtergesellschaft, die SoBiCo GmbH, gegründet. Diese betreibt die Entwicklung und Vermarktung von Biokunststoffen. Die von der SoBiCo entwickelten und hergestellten PLA-Copolymere auf Milchsäurebasis wurden 2022 im Markt für Biokunststoffe eingeführt.
Ende 2021 erwarb die Polymer-Gruppe in Idar-Oberstein eine 17 Hektar große Industriefläche für eine neu geplante Produktionsstätte.

## Konzernstruktur
Die Muttergesellschaft der Polymer-Gruppe ist die Polymer-Holding GmbH. Zu der Unternehmensgruppe gehören 2021 folgende Tochter- und Beteiligungsgesellschaften:
- Polymer-Chemie GmbH
- OOO Polymer-Chemie Rus
- Polymer Technik & Service GmbH
- PolyMIM GmbH
- SL Sobernheimer Logistik GmbH
- SoBiCo GmbH
- Sun Alloys Europe GmbH
- TechnoCompound GmbH[2]

Die Koordination und Lagerung der Rohstoffe und fertigen Produkte wird durch die gruppenzugehörige SL Sobernheimer Logistik GmbH übernommen. Die Polymer Technik & Service GmbH ist für Instandhaltung und Neuanlagenplanung in der Polymer-Gruppe verantwortlich.
Die Geschäftsführung der Polymer-Holding GmbH bilden Gerald Hauf, Dirk Breitbach, Sascha Schmahl und Florian Schwanebeck.

## Produkte und Märkte
Die meisten Tochtergesellschaften der Polymer-Gruppe produzieren Kunststoff-Compounds für verschiedene Märkte und Anwendungen, insbesondere:
- Polypropylen-Compounds (PP) für die Automobilindustrie[3]
- Polyvinylchlorid-Compounds (PVC) für die Bauindustrie[10]
- Polyethylen-Compounds (PE) für die Folienextrusion für Verpackungen und Konsumgüter[10]
- Metallpulver-Compounds für die Herstellung von feingliedrigen Metallteilen im Metallpulverspritzguss (MIM, von Stahl bis zu Titan-Legierungen)[15]
- Biokunststoff-Compounds auf Basis selbstentwickelter PLA-Copolymere[4]